# 音量の比較
音量の比較（おんりょうのひかく）は一般的にデシベル（dB）で表されている。さまざまな音量の大きさを比較できるよう、昇順に表にする。

## 表
| 因数 | SI接頭語       | 値 (B)       | 音の種類                             | 詳細説明                                                                                               |
| ---- | -------------- | ------------ | ------------------------------------ | --- |
|      |                | -20 B        | 無音 (完全な静寂)                    | マイクロソフト社の無響室                                                                               |
| 10−∞ | 10−∞           | 0 B          | 無音 (完全な静寂)                    | 人間の耳が感知できる最小の音。                                                                         |
| 10−1 | デシベル（dB） | 6 dB         | 騒音の距離（2 ｍ）                   | 非常に静かで、ほぼ気にならないレベル。                                                                 |
| 100  | ベル（B）      | 1 B          | 呼吸音                               | 非常に静かで、ほぼ気にならないレベル。                                                                 |
| 100  | ベル（B）      | 2 B          | 木の葉のそよぎ、郊外の深夜           | 非常に静かな環境。                                                                                     |
| 100  | ベル（B）      | 3 B          | ささやき声                           | 図書館の中などの静かな環境。                                                                           |
| 100  | ベル（B）      | 4 B          | 冷蔵庫の動作音                       | 静かな住宅地の夜間の騒音レベル。                                                                       |
| 100  | ベル（B）      | 6 B          | 普通の会話                           | 日常的な会話。快適な音量。                                                                             |
| 100  | ベル（B）      | 7 B          | オフィスの背景音                     | 一般的なオフィスの騒音レベル。                                                                         |
| 100  | ベル（B）      | 7.5 B        | 掃除機、道路交通の騒音               | 比較的騒がしい環境。                                                                                   |
| 100  | ベル（B）      | 9 B          | 自動車のクラクション (10m以内)       | 近距離での騒音。                                                                                       |
| 100  | ベル（B）      | 9.5 B        | 電車の通過 (近距離)                  | 高架下や線路沿いでは日常的に聞こえるレベル。                                                           |
| 101  | デカベル（DB） | 1 daB        | 電動工具 (ドリルなど)                | 工事現場の作業音。                                                                                     |
| 101  | デカベル（DB） | 1.1 daB      | コンサート会場                       | 非常に大きな音。耳鳴りが発生する可能性あり。                                                           |
| 101  | デカベル（DB） | 1.1 daB      | クラブ                               | 非常に大きな音。耳鳴りが発生する可能性あり。                                                           |
| 101  | デカベル（DB） | 1.2 daB      | チェーンソー                         | 痛みを伴うほどの音量。                                                                                 |
| 101  | デカベル（DB） | 1.2 daB      | 消防車のサイレン (1m以内)            | 痛みを伴うほどの音量。                                                                                 |
| 101  | デカベル（DB） | 1.3 daB      | 雷鳴 (至近距離)                      | 人間が耐えられる限界に近い。                                                                           |
| 101  | デカベル（DB） | 1.3 daB      | ジェット機の離陸 (100m以内)          | 人間が耐えられる限界に近い。                                                                           |
| 101  | デカベル（DB） | 1.8 daB      | ロケットの打ち上げ (近距離)          | 耳が耐えられない爆音レベル。                                                                           |
| 101  | デカベル（DB） | 1.94 daB     | 音として地球大気中を伝わる音圧の上限 | この数値を超える音は、人間などの生命体に致命的な損傷を与え、物体の破壊を生じさせる衝撃波となるレベル。 |
| 101  | デカベル（DB） | 2.5～3.1 daB | 1883年のクラカタウの噴火             | エネルギーの推定換算値                                                                                 |
| 101  | デカベル（DB） | 3.15 daB     | ツングースカ大爆発                   | エネルギーの推定換算値                                                                                 |